# Nazário
Nazário là một đô thị thuộc bang Goiás, Brasil. Đô thị này có diện tích 300,089 km², dân số năm 2007 là 6917 người, mật độ 23 người/km².